# シザーズ (サッカー)
シザーズ（英: scissors、別名としてステップ・オーバー（英: step over）、ペダラーダ（英: pedalada）、デニウソン（英: denílson）、ローダー・シャッフル（英: roeder shuffle））は、サッカーにおけるドリブル技あるいはフェイントの一種である。ボールを保持する攻撃側の選手が守備側の選手に対して、意図しない方向に動こうとしていると惑わすために用いられる。語源は「ハサミ」であり、ボールをまたぐように行うフェイントで、内側から外側にまたぐものと、外側から内側にまたぐものがあるが、近年では内側からのシザーズが主流となっている。
日本語での名称について日本サッカー協会は「シザーズキック」と呼称している。
この技は1900年代初頭にプレーしていたアルゼンチンのストライカー、ペドロ・カロミーノによって考案されたとする説があり、欧州では1920年代後半から1930年代初頭にかけてオランダのロー・アダムが使用したことで「アダム・ザ・シザーズマン」と呼ばれ、その名が知られるようになった。イタリアでは1930年代にアメデオ・ビアバーティがプレーに取り入れるようになり、1980年代にニューカッスル・ユナイテッドFCで活躍したグレン・ローダーもその使い手として知られている。
1990年代に入り、世界的な活躍を見せたブラジルのロナウドが多様したことで、フェイント技のひとつとして広く認知されるようになった。
現代ではロビーニョやクリスティアーノ・ロナウド、ネイマールといった攻撃的なポジションの多くの選手がこの技術を自分のものとし、試合の中で活用している。